# Хималајски бор
Хималајски бор (лат. Pinus wallichiana) је високи зимзелени четинар из рода борова (Pinus). У литератури се још може срести и под називима бутански бор, плави бор или хималајски бели бор.

## Распрострањеност
Ареал хималајског бора протеже се дуж јужних и западних Хималаја, до Авганистана, у Бурми и Јунану, на висинама од 2.000-3.000 м, мада се спушта и до 1.500 м али и пење у висину и до 4.000 м н.в.
Увезен је у Енглеску 1823. и за разлику од неких других врста петоигличастих борова релативно је имун на инфекције гљивицом Cronartium ribicola (упала коре боровца) која напада ове борове, а највише штете наноси вајмутовом бору.

## Изглед
Хималајски бор је дрво високо 25-30 м, са широко пирамидалном крошњом која се грана од саме земље. Кора младих стабала је глатка, сивозелена, код старијих тамносива. Младе гране су голе и сјајне, жућкастозелене.
Четине расту по 5 у рукавцу (петоигличасти борови), на скраћеном изданку. Дуге су и танке (дужине 10-18 цм, ширине око 0,75 мм), повијене, плавичастозелене боје.
Мушки цветови скупљени су на врховима избојака. Зреле шишарке веома су дуге, 15-25 цм и широке 5-7 цм, цилиндричне, праве или мало повијене, светлосмеђе. Расту u skupinama po 2-3, на дршкама дугим 2-5 цм. Јављају се у априлу, сазревају у октобру друге године, отварају се на гранама. Семе је дуго 8-9 мм, са криоцем дугим 2 цм. Брзо се расејава.
- Кора
- Млади избојци
- Четине
- Мушки цветови
- Зелене шишарке
- Отворене шишарке

## Станиште
Хималајски бор је брзорастућа врста, веома отпоран према мразу и ниским температурама. Подноси температуре -25 до -30 °C. Лоше подноси суво земљиште, а најбоље успева на свежем и богатом тлу, формираном на силикатној подлози. У младости подноси засену. Добро подноси атмосферско загађење.
У погледу висинске распрострањености хималајски кедар има велику еколошку амплитуду, већу од осталих четинара који расту на Хималајима. На свом природном станишту, расте у долинама, на максималној надморској висини од 2.700 метара, али се у Бутану пење и до 3.400 м н.в. Гради чисте састојине или се меша са другим врстама, често лишћарским, храста (Quercus sp.), јавора (Acer sp.) или божиковине (Ilex sp.). У западним Хималајима, у условима сувље климе, гради мешовите састојине са хималајским кедром (Cedrus deodara). У источним деловима ареала гради мешовите састојине са врстама смрче (Picea sp.), јеле (Abies sp.) или тсуге (Tsuga sp.).

## Употреба
После хималајског кедра хималајски бор је најзначајније дрво Хималаја. важна економска врста у многим деловима Хималаја. Његово стабло је право до велике висине, а дрво је веома квалитетно, једричаво и јако. Користи се у грађевинарству, столарству, за израду намештаја, оплата, фурнира, ограда и капија, сандука и кутија и сл. Након третмана средствима за заштиту од њега се израђују и железнички прагови. Даје смолу доброг квалитета.

## Значај у озелењавању
Хималајски бор је веома ефектно декоративно дрво, било да се сади у групама или појединачно на отвореном простору. Код солитерних стабала развијају се доње гране од саме земље. Светла боја дугих, повијених четина чини изузетан контраст са врстама тамног лишћа. Изузетно су декоративне и дугачке висеће шишарке, као и саме четине, дуге, меке и повијене надоле, због којих овај бор често називају и "жалосни бор". У Београду, на Сењаку, налазе се два стабла хималајског бора заштићена као споменик природе.